# Piazza Montanara

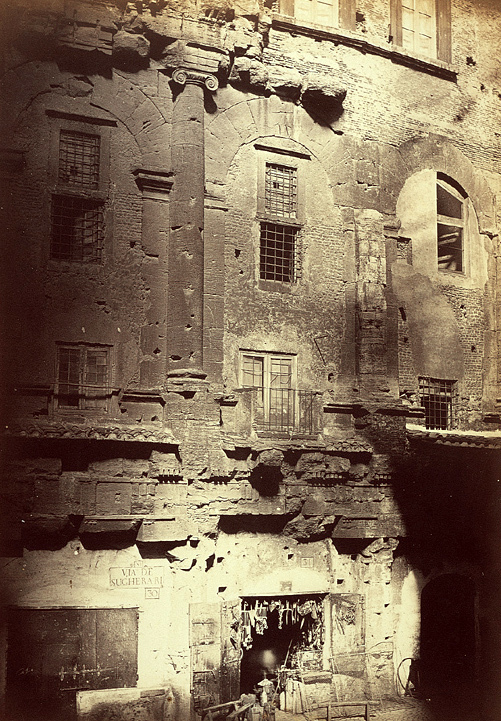
Il Teatro Marcello visto da Piazza Montanara – sec. XIX

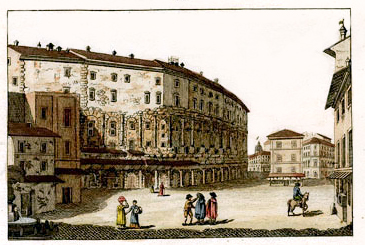
Veduta di parte del teatro Marcello dalla piazza, in un'illustrazione del 1810

Piazza Montanara era un'antica e pittoresca piazza di Roma posta ai piedi della Rupe Tarpea, nelle immediate vicinanze del Campidoglio, delimitata in parte dal Teatro di Marcello. 
Ora è interamente scomparsa a seguito degli sventramenti del periodo fascista, per dar luogo al passaggio del tratto iniziale della via del Mare, ora noto come via del Teatro di Marcello. La distruzione di Piazza Montanara fece parte di un più ampio progetto di "isolamento" del colle capitolino, per il quale venne interamente cancellato il quartiere di origine medievale che circondava le pendici est e sud-est del Campidoglio.

## Storia
Situata nella contrada nota nel Medioevo con il nome ad Elephantus, dalla statua bronzea dell'Elephas herbarius che sorgeva nei pressi in età romana, posta a segnacolo dell'adiacente Foro Olitorio, il suo ricordo è ora testimoniato dal brevissimo tratto, denominato "via Montanara", che introduce alla Piazza di Campitelli.
 
Per mezzo della parimenti scomparsa via dei Sugherari, che seguiva per un tratto l'andamento curvilineo del Teatro per congiungersi alla Catena di Pescheria (attuale via del Foro Piscario), dalla piazza si accedeva alla vicina piazza di Pescheria presso il Portico di Ottavia, mentre lungo la prosecuzione dell'antica via Montanara e di via Tor de' Specchi si giungeva ai piedi della Cordonata del Campidoglio e della chiesa di Santa Rita (che venne smontata e ricostruita su un lato della attuale via Montanara); verso sud, la piazza era collegata alla basilica di Santa Maria in Cosmedin mediante il rettilineo di Via Bocca della Verità, che passava davanti alla basilica di San Nicola in Carcere.
La piazza, posta lungo la via omonima e sul confine dei Rioni Sant'Angelo e Campitelli, data la sua centralità, era in passato un affollato luogo di raccolta di persone provenienti dalle campagne e colline circostanti e anche da fuori dello Stato Pontificio, che sin dalle primissime ore del mattino vi si radunavano per offrire la loro manodopera per lavori di bracciantato; inoltre, data la scarsa alfabetizzazione di quei lavoratori, era anche un luogo molto frequentato da scrivani che prestavano la loro opera per la stesura di lettere e altri atti di varia natura.

### La fontana

Piazza Montanara nel 1929 durante le demolizioni

La fontana dell'Acqua Vergine, realizzata nel 1589 su disegno di Giacomo Della Porta, è stata collocata al centro della piazza fino agli anni trenta del Novecento. Essa era contornata da numerose osterie, oltre che da palchetti per saltimbanchi e burattinai. A seguito dei lavori di demolizione e dopo essere stata collocata per un quarantennio nel Giardino degli Aranci all'Aventino, la si può vedere ora nella sua attuale collocazione (dal 1973) in piazza di San Simeone lungo Via dei Coronari, di fronte a Palazzo Lancellotti.

### Aspetto originario
La piazza era particolarmente pittoresca per il numero di botteghe (carbonai, macellai e altro) che vi si affacciavano e collocate, come testimoniato da numerose stampe e fotografie dell'epoca, all'interno degli archi del basamento del Teatro di Marcello, in parte murati e riportati poi alle forme originali dopo i grandi lavori di demolizione dell'area.
 
Il piano di calpestìo della piazza, riconoscibile anche dalla linea che congiunge i pilastri del primo ordine del Teatro nel punto di maggior consunzione, corrispondeva al medesimo dell'attuale livello stradale: questi, tuttavia, ne occupa una parte marginale, per cui l'area archeologica risulta ora ai piedi dell'edificio e occupa lo spazio di buona parte della piazza ma a un livello sensibilmente più in basso, derivante dai medesimi lavori che interessarono anche lo sterro di tutta l'area contigua alla struttura del teatro e che la liberarono interamente dalle occlusioni realizzate, come sembra, sin dal secolo XIII.
La piazza veniva attraversata dal primo servizio di trasporto collettivo della città, che dal 1845, mediante un omnibus trainato da cavalli, collegava piazza Venezia con la Basilica di San Paolo.

## Piazza Montanara nella letteratura
- La piazza viene citata in tre sonetti di Giuseppe Gioachino Belli: una dedicata a "Er segretario de Piazza Montanara" e due dedicate alla "Santaccia de Piazza Montanara".

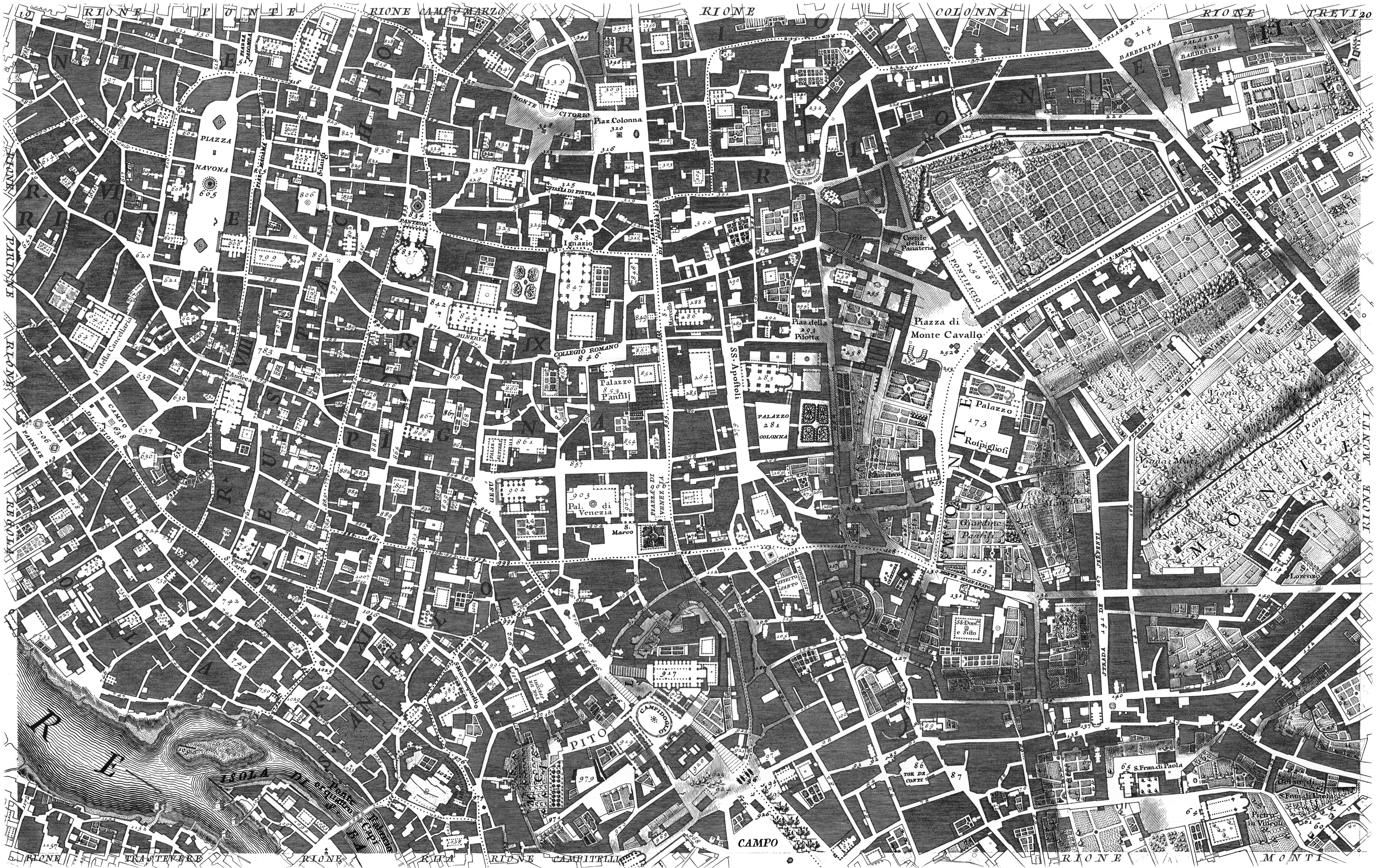
Pianta di Roma di G.B. Nolli, Topografia di piazza Montanara al n.974